# Ozan Sol
Ozan Sol (* 13. Juni 1993 in Muğla) ist ein türkischer Fußballspieler.

## Karriere
Sol begann mit dem Vereinsfußball in der Nachwuchsabteilung von Muğlaspor, dem bekanntesten Verein seiner Heimatstadt Muğla. Im Herbst wurde er bei Muğlaspor in den Kader der ersten Mannschaft aufgenommen und absolvierte bis zum Saisonende zehn Spiele in der Bölgesel Amatör Lig, der fünfthöchsten türkischen Spielklasse und höchsten Amateurliga im türkischen Fußball.
Nach einer weiteren Saison für Muğlaspor verließ er im Sommer 2012 den Klub und wechselte zum Viertligisten Altınordu Izmir. Bereits in seiner ersten Saison schaffte er es, sich als Stammspieler durchzusetzen. Mit 19 Ligatoren war er der erfolgreichste Torschütze seiner Mannschaft und hatte dadurch maßgeblichen Anteil daran, dass sein Verein als Viertligameister den direkten Wiederaufstieg in die TFF 2. Lig schaffte. Auch in der 3. Liga zählte er zu den Leistungsträgern seiner Mannschaft. Nachdem er mit seinem Klub erst Herbstmeister geworden war, erreichte er zwei Spieltage vor Saisonende auch die Drittligameisterschaft. Dadurch kehrte Altınordu nach 24-jähriger Abstinenz wieder in die TFF 1. Lig, die zweithöchste türkische Spielklasse, zurück.
Für die Rückrunde der Saison 2014/15 wurde er an Aydınspor 1923 ausgeliehen. Am 30. Juni 2015 wechselte er, erneut auf Leihbasis, zum Drittligisten Manisaspor. Mit diesem Klub beendete er die Saison als Drittligameister und stieg damit zum zweiten Mal in seiner Karriere in die TFF 1. Lig auf. Sein Leihvertrag wurde im Sommer 2016 um ein weiteres Jahr verlängert.
Im Sommer 2017 wechselte er zum Stadtrivalen Altay Izmir.

## Erfolge
Mit Altınordu Izmir
- Meister der TFF 3. Lig und Aufstieg in die TFF 2. Lig: 2012/13
- Meister der TFF 2. Lig und Aufstieg in die TFF 1. Lig: 2013/14

Mit Manisaspor
- Meister der TFF 2. Lig und Aufstieg in die TFF 1. Lig: 2015/16